# Paulinerkirche (Göttingen)

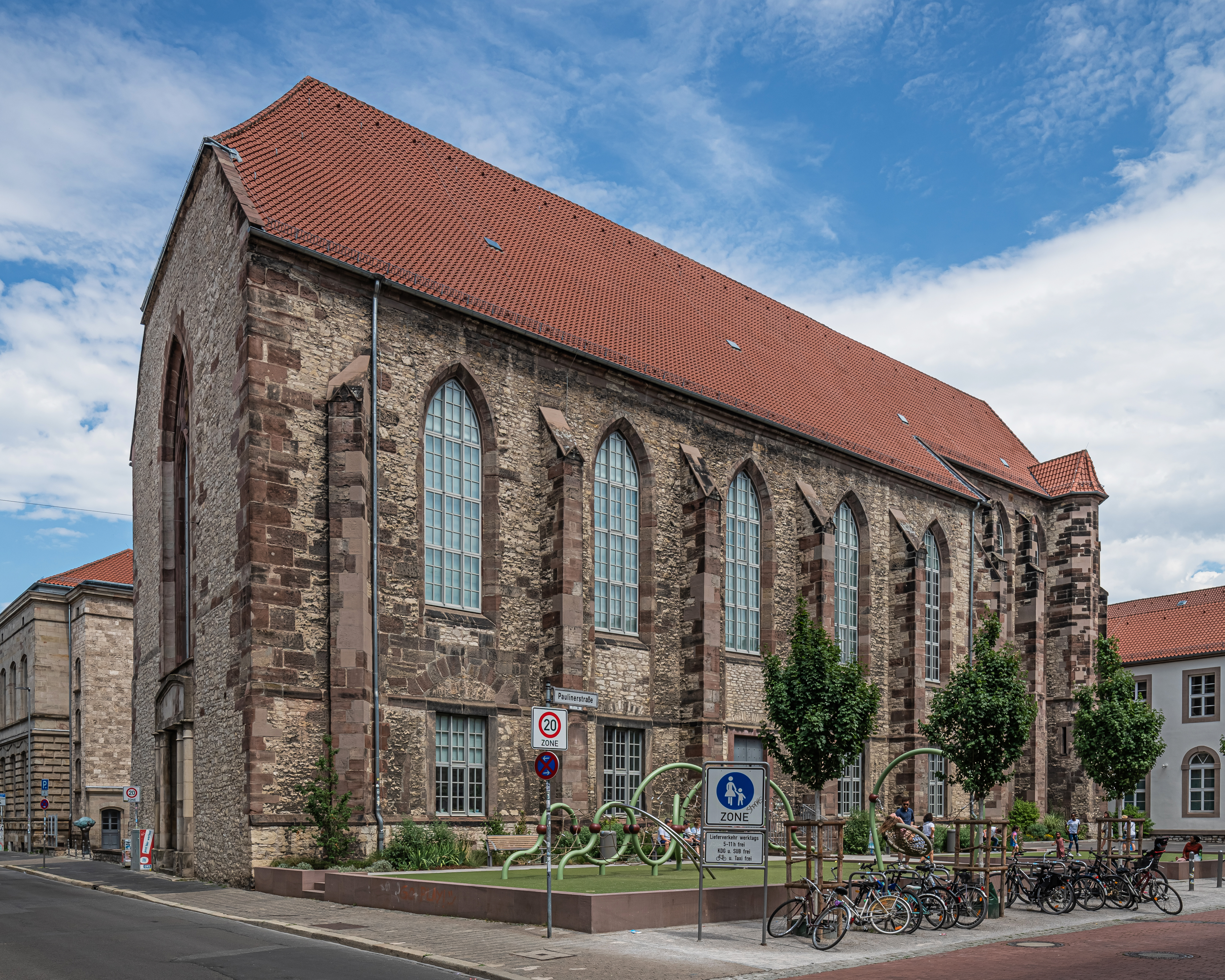
Außenansicht der Paulinerkirche von Südwesten (2022)

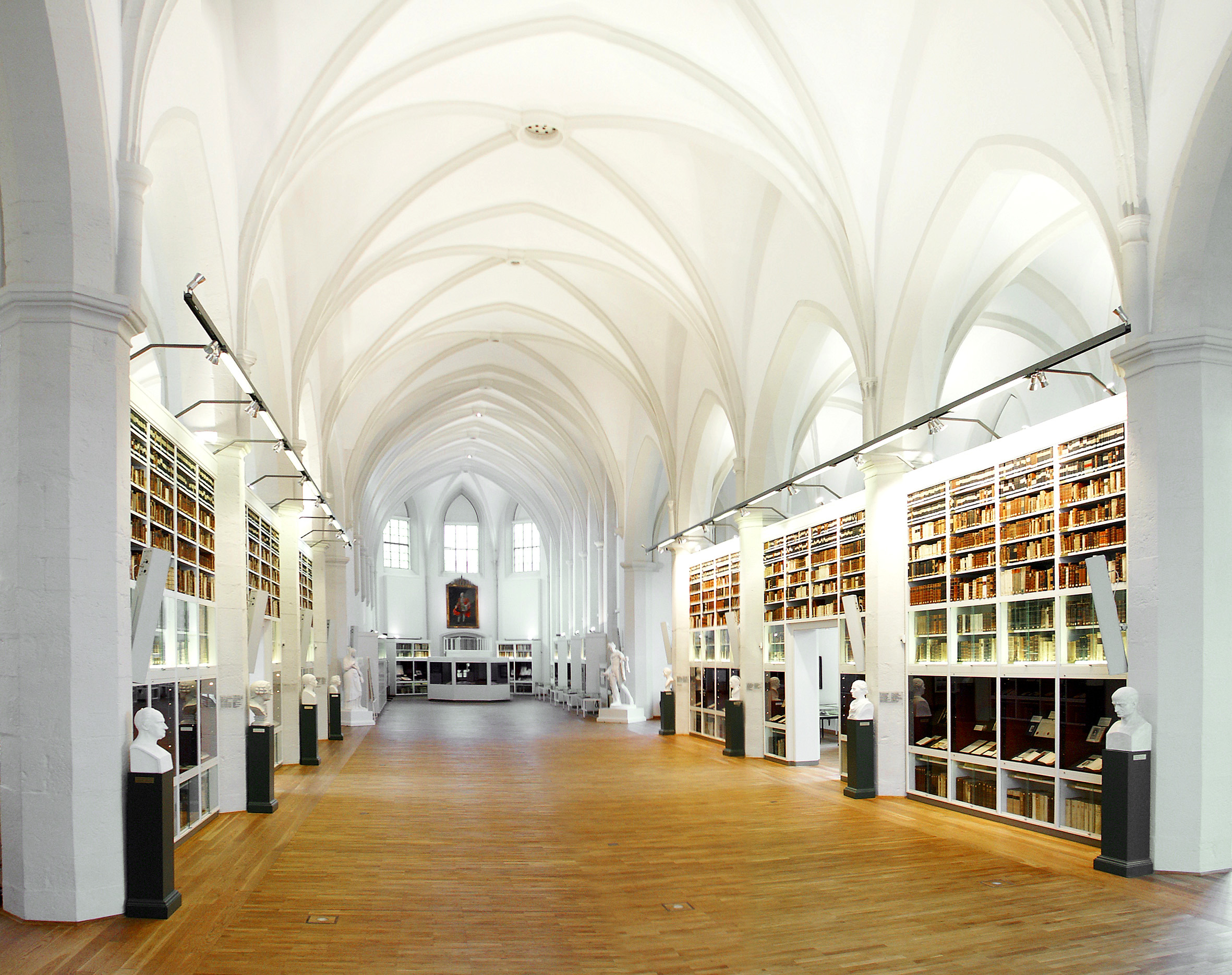
Oberer Bibliothekssaal mit historischen Büsten Göttinger Professoren (2006)

Die Paulinerkirche in der Altstadt von Göttingen in Niedersachsen wurde 1304 als Klosterkirche vollendet und dient heute als Teil des Historischen Gebäudes der Niedersächsischen Staats- und Universitätsbibliothek Göttingen u. a. als Veranstaltungs- und Ausstellungssaal.

## Geschichte

### Klosterkirche
Ab 1294 durfte sich der Dominikanerorden in Göttingen ansiedeln und begann mit dem Bau eines Klosters im westlichen Teil der Altstadt. Die errichtete gotische Klosterkirche wurde als dreischiffige, kreuzgewölbte Hallenkirche errichtet. Mit ihrer Fertigstellung 1304 ist die Paulinerkirche unter den gotischen Hallenkirchen in der Göttinger Altstadt die älteste. Im Jahre 1331 wurde die Kirche den Aposteln Petrus und Paulus geweiht. Seit 1341 machten Reliquien des heiligen Thomas von Aquin und dessen versilbertes Bildnis sie für kurze Zeit zu einem Wallfahrtsziel.
Über die mittelalterliche Kirchenausstattung ist nur wenig bekannt. Der lange verschollen geglaubte Hauptaltar wurde Mitte des 19. Jahrhunderts in der Prager Nationalgalerie wiederentdeckt. Eine datierte Inschrift von 1499 benennt als Stifter den Prior des Göttinger Klosters Johann Piper und als Maler Hans Raphon. Der 7,20 Meter breite Altar mit 41 Tafeln von Passionsszenen kam mit der Auflösung des Göttinger Klosters zunächst in das Kloster Walkenried.
Bestattungen fanden nicht nur ursprünglich in der Klosterkirche statt, sondern später auch vor der Südfassade auf dem Paulinerkirchhof, der im 17. Jahrhundert geschlossen und 2019 archäologisch untersucht wurde. Auf der Friedhofsfläche entstand anschließend 2020 ein neuer Parkplatz und Kinderspielplatz.

### Reformation
Zwölf Jahre nach Luthers Thesenanschlag setzte sich 1529 auch in Göttingen die Reformation durch. Für den Dominikanerkonvent brachen damit schwere Zeiten an. Der Rat der Stadt Göttingen hatte anfangs noch keine Verfügungsgewalt über die Pfarrkirchen. Diese unterstanden dem Herzog Erich I. zu Braunschweig-Lüneburg, Fürst von Calenberg-Göttingen, der noch dem alten Glauben anhing und evangelische Predigten in den ihm unterstellten Pfarrkirchen nicht zulassen wollte. Der Rat der Stadt beschloss, die evangelischen Gottesdienste in den Bettelordenskirchen abzuhalten. Da die Paulinerkirche die größte dieser Kirchen in der Stadt war, wurden die Gottesdienste in erster Linie hier abgehalten. Am 24. Oktober 1529 konnte Pfarrer Friedrich Hüventhal in der Paulinerkirche gegen den Willen der Mönche den ersten regulären evangelischen Gottesdienst abhalten. Auch wurden hier die ersten Kinder in Göttingen protestantisch getauft.

### Vom Gymnasium zur Universität
Kurz darauf wurde das Kloster aufgelöst und ab 1586 als Pädagogium für Schulzwecke genutzt. Diese Einrichtung wurde schließlich zur baulichen Keimzelle der 1737 eröffneten Georg-August-Universität. Für diese neue Nutzung wurde das Kollegiengebäude auf dem Gelände des Klosters errichtet, wobei ein erster Plan, den Kreuzgang zu erhalten, aus Gründen der Baustatik verworfen wurde. Bereits kurz vorher, 1734, wurde die Bibliothek der Universität gegründet.
Die Paulinerkirche ist der Ort, an dem die Georg-August-Universität am 17. September 1737 im Beisein des Kurators Gerlach Adolph von Münchhausen feierlich inauguriert wurde. Dort fanden 1748 auch die Feierlichkeiten anlässlich des Besuchs Königs  Georg II. statt. Bis 1803 wurde die Kirche für akademische Gottesdienste genutzt. Erst als der Platz für die schnell anwachsende Bibliothek nicht mehr ausreichte, mussten die Gottesdienste verlegt werden; dazu wurden die von Johann Wilhelm Gloger erbaute Orgel sowie weiteres Inventar ausgebaut, auch der Dachreiter wurde abgenommen. Fortan übernahm und nutzte die Universitätsbibliothek alle Gebäudeteile im ehemaligen Klosterbereich.
1808–1812 erfolgte unter Jérôme Bonaparte ein gravierender Umbau nach Entwürfen von Friedrich Weinbrenner und Justus Heinrich Müller.  Dabei wurden die unteren Fenster eingebrochen und eine Zwischendecke eingezogen. Seither wirkt der monumentale gotische Innenraum mit seiner Länge von 52 Metern durch die eingezogene Decke erheblich gedrungener als ursprünglich. Der obere Teil der Kirche wurde zum Bibliothekssaal umgestaltet.

Bei einem Luftangriff auf Göttingen im Zweiten Weltkrieg am 24. November 1944 wurde die Kirche schwer beschädigt und nach dem Zweiten Weltkrieg etwas vereinfacht wieder aufgebaut. Der Büchersaal wurde zunächst als großer Vorlesungsraum eingerichtet und anschließend für den Niedersächsischen Zentralkatalog genutzt.

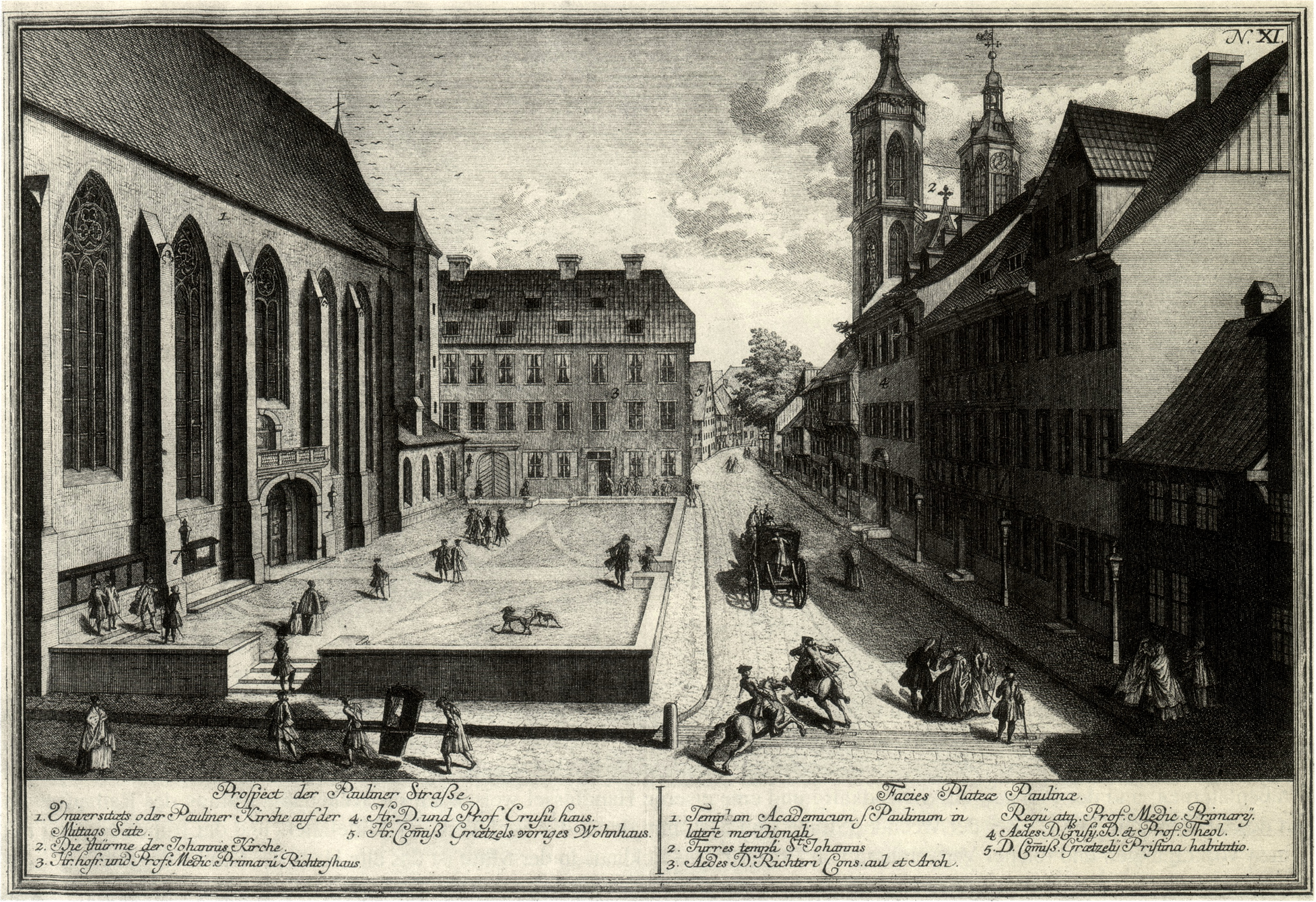
Blick in die Johannisstraße nach Osten, links die Südfassade Universitätskirche (Paulinerkirche) mit davor dem zum Schmuckplatz ungestalteten ehemaligen Friedhof (Kupferstich von Georg Daniel Heumann, 1747)
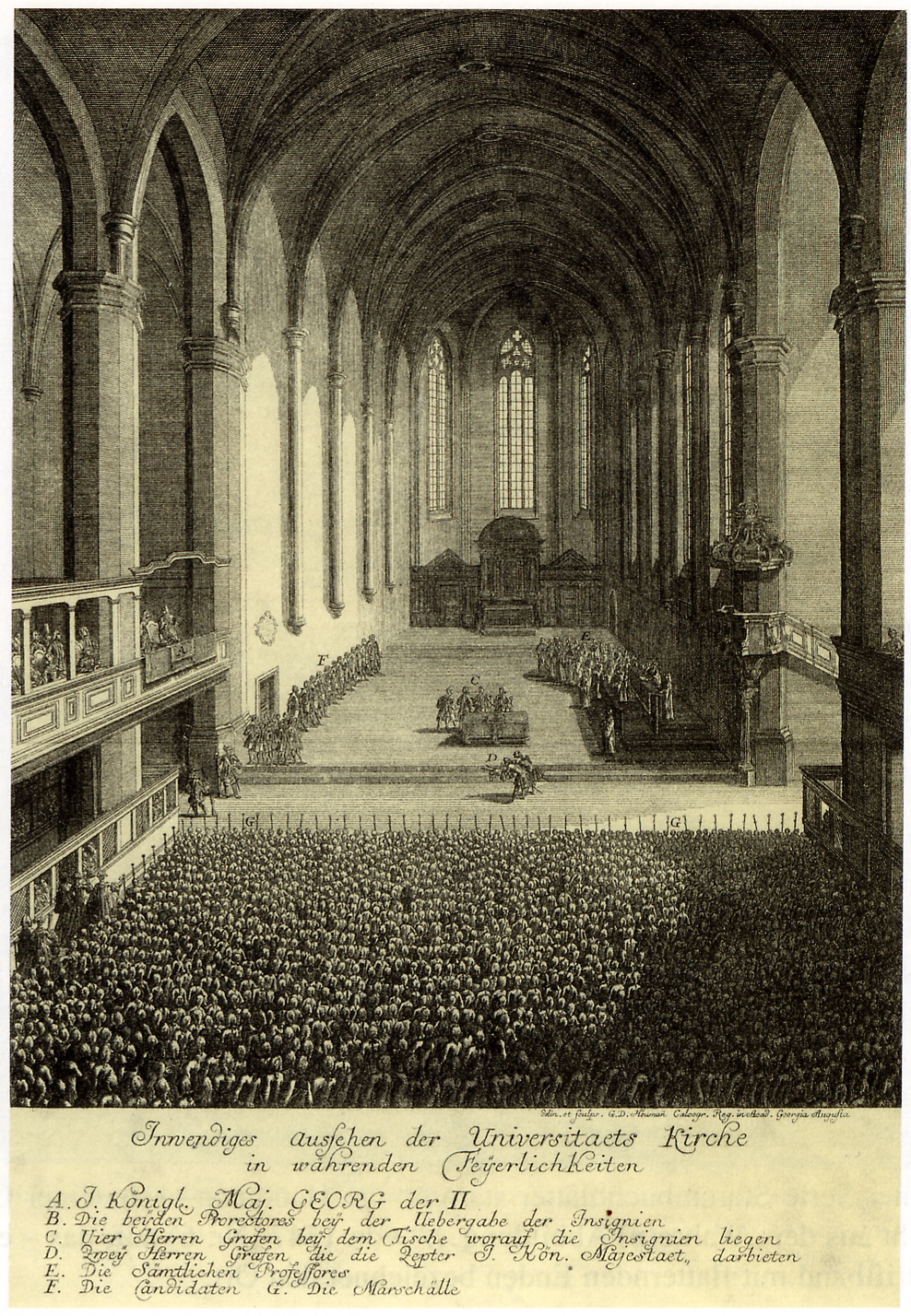
Der Innenraum der Universitätskirche anlässlich der Feierlichkeiten beim Besuch Georgs II. von Großbritannien am 1. August 1748 (Kupferstich von Georg Daniel Heumann, 1748)
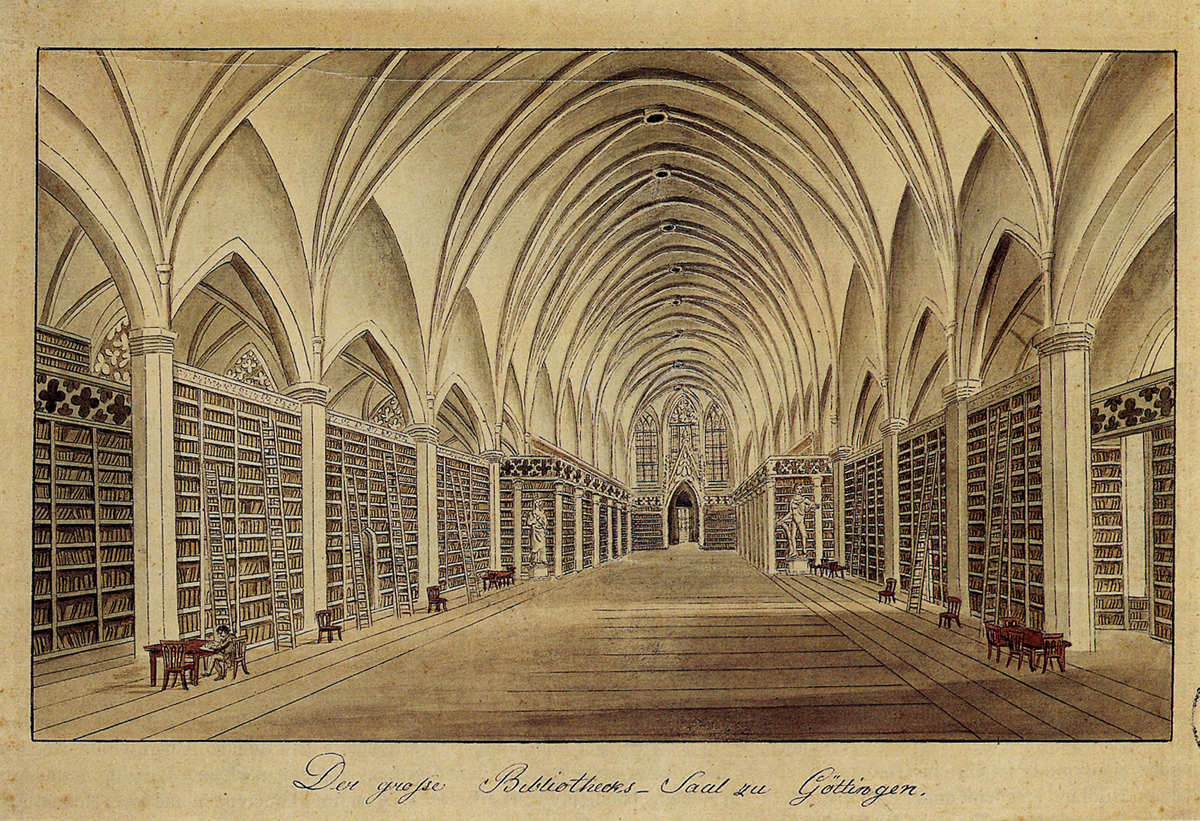
Der obere große Bibliothekssaal nach Umnutzung und Einziehen der Zwischendecke, um 1820
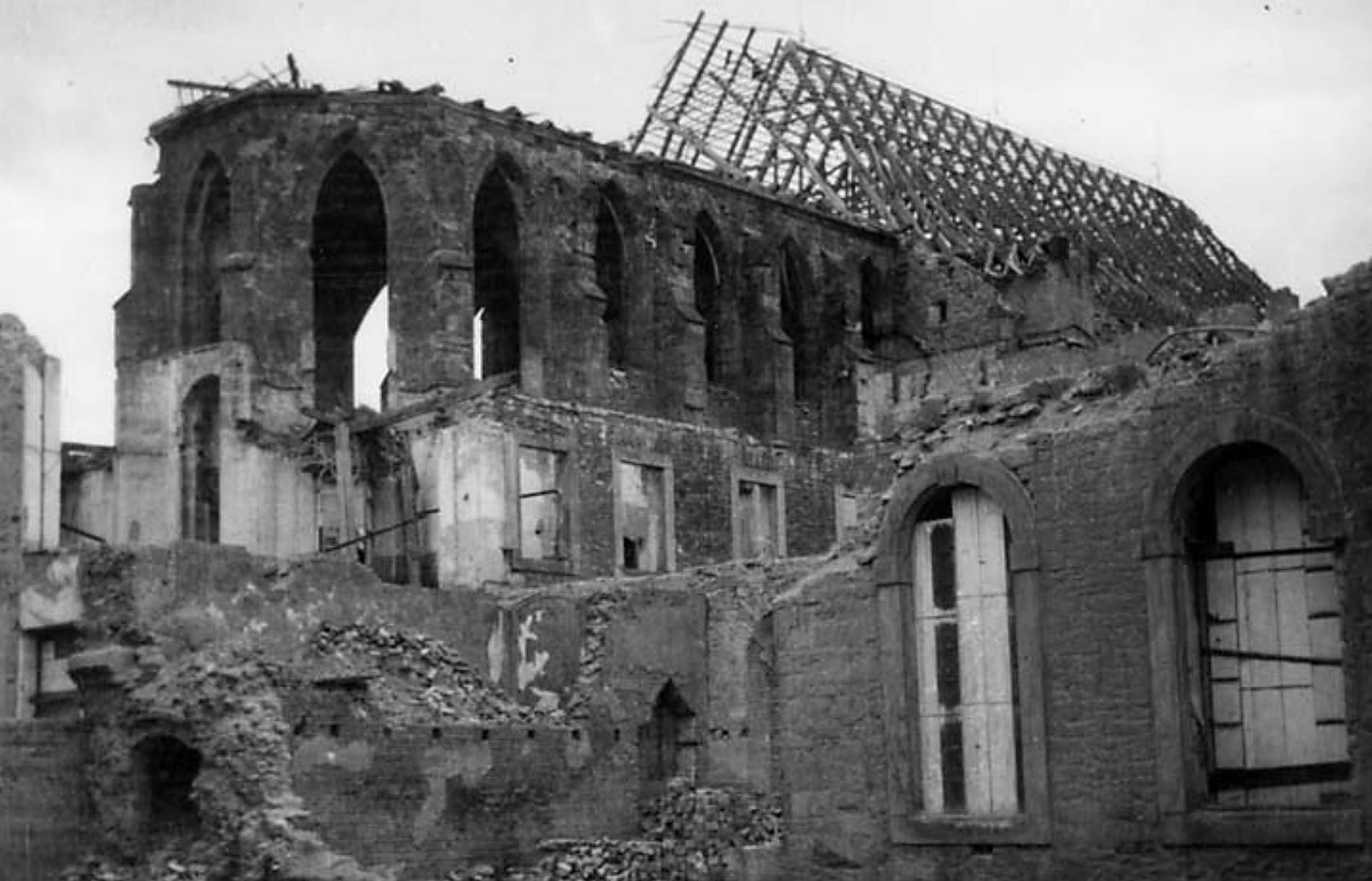
Nach den Kriegszerstörungen von 1944

## Historisches Gebäudes der SUB und heutige Nutzung
Die Paulinerkirche gehört heute zu dem auf dem ehemaligen Klosterareal errichteten Gebäudekomplex des Historischen Gebäudes der Niedersächsischen Staats- und Universitätsbibliothek Göttingen (SUB). Zwischen der Paulinerkirche und dem 1878–1882 errichteten Prinzenstraßengebäude befindet sich das in Resten erhaltene, barocke Kollegiengebäude, das 1734 bis 1737 auf den Grundmauern des ehemaligen Klosters um einen Innenhof herum als verputzter Vierflügelbau mit Werksteingliederung entstand und anfangs auch Verwaltung und Hörsäle der jungen Universität beherbergte. Über die zwei Eingänge des Kollegiengebäudes (Papendiek 14) und den Eingang des Prinzenstraßengebäudes (Prinzenstraße 1) gelangt man heute sowohl in den Gebäudekomplex des Historischen Gebäudes als auch in die gründerzeitlichen Bibliotheksgebäude und in den Vortrags- und Ausstellungssaal der Paulinerkirche.
Seit dem Umzug der Zentralbibliothek der Niedersächsischen Staats- und Universitätsbibliothek 1992 an den neuen Campus am Platz der Göttinger Sieben und der 1999–2005 erfolgten Sanierung des Historischen Gebäudes nimmt ein Vortrags- und Ausstellungssaal die obere Raumhälfte der ehemaligen Kirche ein und versucht heute den historischen Raumeindruck mit modernen Anforderungen zu vereinen. Im Saal befinden sich auf langen Regalen einige der Bücher, die im 18. Jahrhundert den Grundstock der Universitätsbibliothek bildeten.

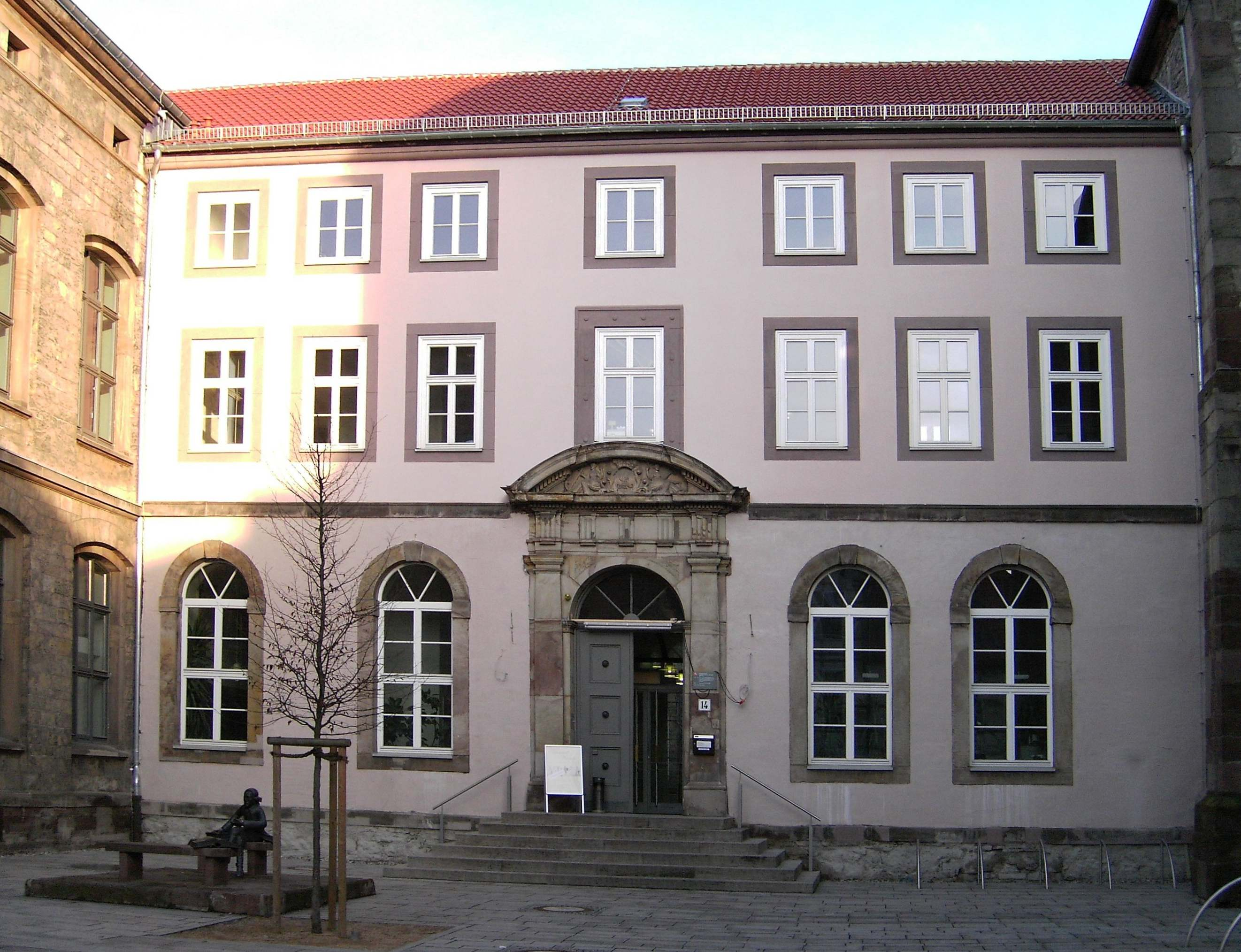
Westfassade des Kollegiengebäudes (2006)

Die Mehrzahl der Buchbestände befindet sich seit 1992 in der neuen Zentralbibliothek, die historischen Bestände (mit Erscheinungsjahr bis 1900) aber sind im Historischen Gebäude untergebracht. Im zum Historischen Gebäude gehörigen Prinzenstraßengebäude befinden sich die Lesesäle für Handschriften und Seltene sowie Alte Drucke, der Heyne-Saal, der Alfred Hessel-Saal, einige Magazine und die Kartensammlung im Erdgeschoss, außerdem im zweiten Obergeschoss der Bandkatalog sowie einige Carrels.
Als Wechselausstellungen fanden im Ausstellungssaal der Paulinerkirche beispielsweise 2002 die Ausstellung Göttinger Nobelpreiswunder oder 2017 DingeDenkenLichtenberg statt. Zur Dauerausstellung in dem Saal gehören Statuen der Abgußsammlung des Archäologischen Instituts der Universität Göttingen, darunter Apoll und die nach Demeter oder einer Matrona aus Herculaneum abgeformte und die dem Original der Skulpturensammlung (Dresden) abgeformte Skulptur Große Herkulanerin sowie einige Büsten Göttinger Professoren.